# NGC 4565
NGC 4565, também conhecida como Galáxia da Agulha ou Caldwell 38, é uma galáxia espiral localizada a mais de quarenta milhões anos-luz de distância na constelação de Coma Berenices. É uma galáxia de magnitude dez, perpendicular a Via Láctea e quase diretamente acima do Pólo Norte Galáctico.
É conhecida como Galáxia da Agulha por seu perfil estreito. NGC 4565 foi avistada pela primeira vez por William Herschel em 1785, sendo um dos exemplos mais famosos de galáxias espirais.